# Kamo (Fluss)

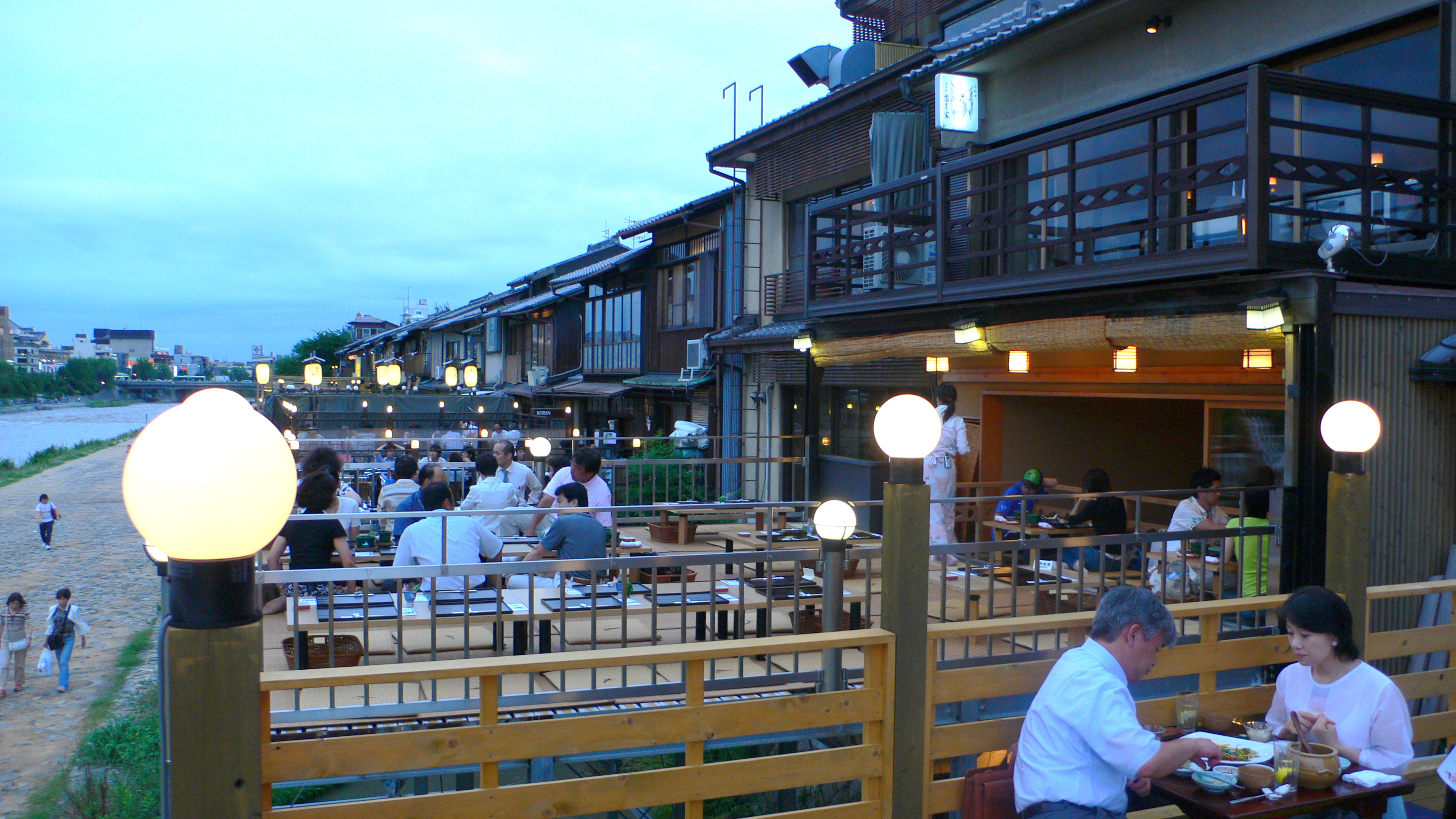

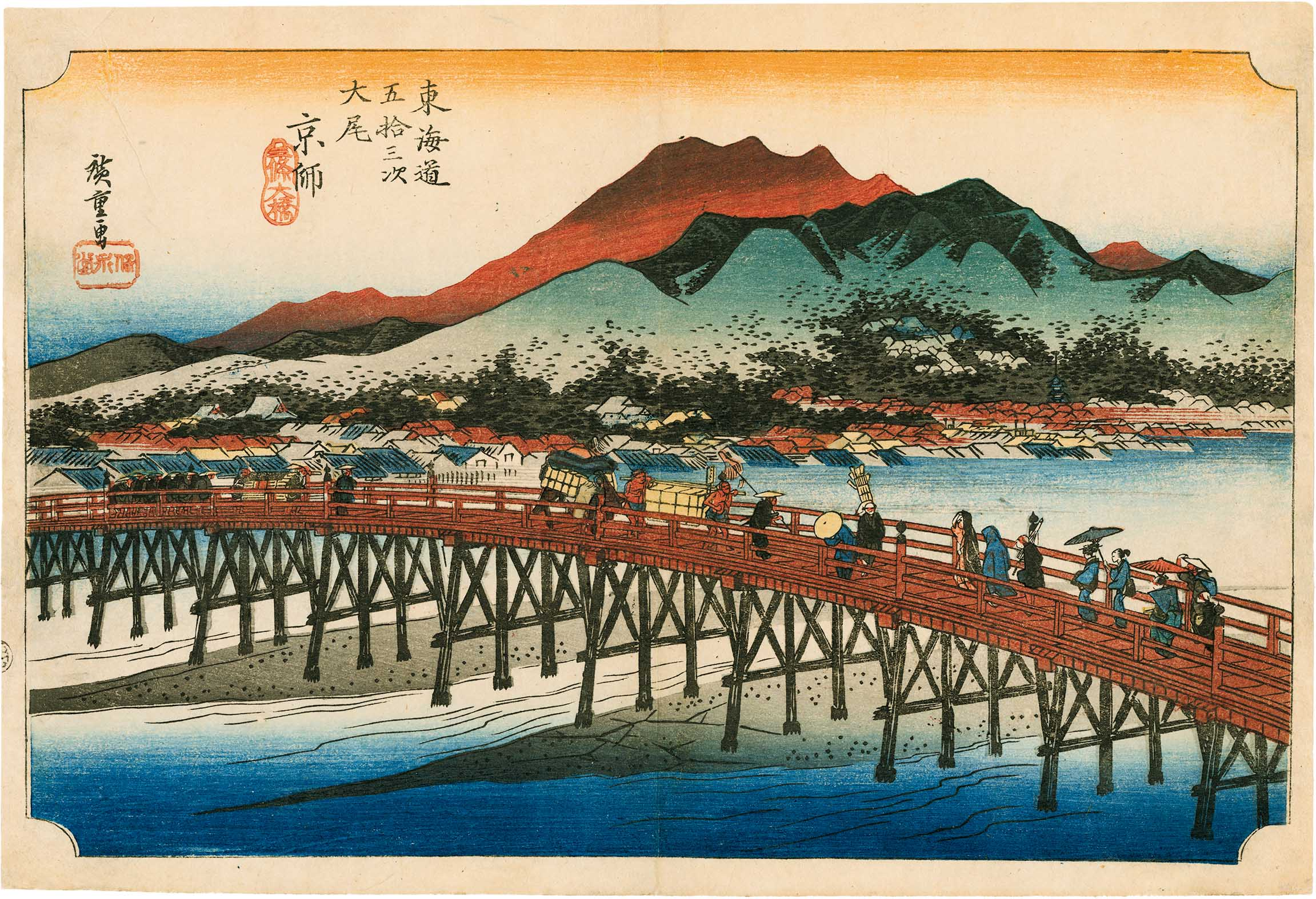
Hiroshige

Der Kamo (jap. 鴨川 oder 賀茂川 Kamogawa) ist ein Fluss, der durch Kyōto fließt. Er ist 31 Kilometer lang und ein Nebenfluss des Yodo.
Vom Berg Sajikigatake nördlich von Kyōto kommend, fließt er durch das Stadtzentrum und verbindet sich bei Fushimi mit dem Katsura. Das Flussufer ist ein Spazierweg für Anwohner und Touristen. Im Sommer eröffnen Restaurants Außenplätze mit Blick auf den Fluss.
In ganz Kyōto gibt es Wege, auf denen man entlang des Flusses laufen kann. Obwohl der Wasserstand für gewöhnlich relativ niedrig ist – an den meisten Stellen weit unter einem Meter – werden niedergelegene Stellen manchmal während der Regenzeit überflutet.
Demachiyanagi (出町柳) im Norden Kyōtos, wo der Kamo in den Takano (高野川 Takano-gawa) fließt, ist ein Ort für sommerliche Grillfeste.

## Quelle und Verlauf
Die Quelle des Kamo liegt in den Sajikigatake-Bergen im Norden Kyōtos. Nachdem er durch das Bergdorf Kumogahata geflossen ist, betritt er bei Kamigamo im Stadtbezirk Kita das Kyōto-Becken. Nachdem er von Süden nach Südosten zwischen dem Kamigamo- und dem Shimogamo-Schrein geflossen ist, verbindet sich bei der Kamo-Brücke an der Imadegawa-Straße der Takano mit dem Kamo. Danach fließt er südlich durch den Stadtbezirk Nakagyō. Bei der Shijo-Brücke am Rande des bekannten Viertels Gion wendet er in Richtung Südwesten, bis er bei Kamitoba im südlichen Stadtbezirk Fushimi in den Katsura mündet. Im Stadtbezirk Nakagyō zweigt westlich der Takase-Kanal (高瀬川 Takase-gawa) ab, der südlich parallel verläuft.

## Zum Namen
Offiziell wird der Fluss mit den Kanji für ‚Wildente‘ 鴨 (kamo) und ‚Fluss‘ 川 (gawa) geschrieben. Nördlich der Imadegawa-Straße, wo er sich mit dem Takano trifft, ist jedoch eine andere Schreibweise, bei gleicher Aussprache, üblich: 賀茂川 bzw. seltener 加茂川. Vermutlich hängt dies mit dessen Nähe zum Kamigamo-Schrein (上賀茂神社 Kamigamo-jinja, deutsch ‚oberer Kamo-Schrein‘) zusammen. Von der Deai- bis zur Iwaya-Brücke im Norden Kyōtos wird er Kumogahata-gawa (雲ヶ畑川) genannt, da der Fluss durch Kumogahata fließt. Nördlich der Iwaya-Brücke bis zu seiner Quelle ist er schließlich als Ojitanigawa (祖父谷川) bekannt.

## Geschichte
Früher war er die östliche Begrenzung der alten japanischen Hauptstadt Heian-kyō und besaß nach Fengshui eine wichtige Bedeutung. Da die Führung des Flusses sehr geradlinig ist, glauben viele, dass er künstlichen Ursprungs ist. Es existieren jedoch keine Aufzeichnungen eines solchen Projekts.
Die alte Hauptstadt war oft von Überflutungen bedroht. Kaiser Shirakawa bemerkte dazu:

„Obwohl ich der Herrscher von Japan bin, gibt es doch drei Dinge, die sich meiner Kontrolle entziehen: die Stromschnellen des Kamo-Flusses, der Fall der Würfel im Spiel und die Mönche in den Bergen.“

Der Händler Suminokura Ryōi ließ im frühen 17. Jahrhundert parallel zum Kamo den Takase bauen. Transporte liefen fortan über diesen Kanal, anstelle des instabilen Hauptstroms. Mittels des Biwasee-Kanals ist der Fluss mit dem Biwa-See verbunden.
Das Zusammentreffen zwischen Minamoto no Yoshitsune und Musashibō Benkei auf der Gojō-Brücke über dem Fluss ist eine bekannte Geschichte der späten Heian-Zeit. Die Sanjō-Brücke galt als das westliche Ende der Tōkaidō während der Edo-Zeit.
In der Vergangenheit war das klare Flusswasser eine wichtige Trinkwasserquelle für die Einwohner Kyōtos. Es spielte auch eine wichtige Rolle in der Kyoyuzen-Färberei, einem bekannten Handwerk Kyōtos.